# Козанович Михайло
о. Михайло Козанович (4 червня 1807 — 13 квітня 1877) — руський (український) священник УГКЦ, парох села Вільшаниця (нині Тисменицький район, Івано-Франківська область), Тисменицький декан (УГКЦ). Член Народного дому, Галицько-Руської матиці, літератор. Закінчив Львівську духовну семінарію, висвячений у 1834 році. Особистий архів є у Львівській бібліотеці НАН України імені Василя Стефаника. Посол до Галицького сейму 3-го скликання (обраний від IV курії округу Станиславів — Галич; входив до складу «Руського клубу»).

## Біографія
Михайло Козанович народився 4 червня 1807 року в селі Плав'є(нині село Сколівського району Львівської області). В 1871–1876 був Послом до Галицького сейму 3-го скликання. М. Козанович був приятелем Маркіяна Шашкевича і належав до того гуртка молодих патріотів, які в руській семінарії симпатизували та підтримували «Руську Трійцю». В п'ятидесятих роках писав ліричні та епічні вірші українською мовою за тодішнім галицьким правописом. Найкращим його віршем став «Голос руської матері до дітей» опублікований в «Зорі Галицькій» (1850 р. число 87). Козанович також займався перекладом. Переклав декілька віршів Шиллера. Після смерті М. Шашкевича написав прозою статтю «Квітка спогаду на гробі Маркіяна Шашкевича». Помер 13 квітня 1877 р. 

## Публікації
Публікувався в «Зорі Галицькій», «Віденському Віснику», 

## Переклади
Переклав два вірші Шиллера: «На смерть младенца» і «Нурець». Переклав також ідилію Клейста «Иринь»